# IC 2560
IC 2560 est une galaxie spirale barrée située dans la constellation de la Machine pneumatique. Sa vitesse par rapport au fond diffus cosmologique est de 3 248 ± 23 km/s, ce qui correspond à une distance de Hubble de 47,9 ± 3,4 Mpc (∼156 millions d'al). Elle a été découverte par l'astronome américain Lewis Swift en 1897.
La classe de luminosité de IC 2560 est II et elle présente une large raie HI. Elle renferme également des régions d'hydrogène ionisé. De plus, IC 2560 est une galaxie active de type Seyfert 2.
À ce jour, plus d'une vingtaine de mesures non basées sur le décalage vers le rouge (redshift) donnent une distance de 33,441 ± 4,957 Mpc (∼109 millions d'al), ce qui est à l'extérieur des valeurs de la distance de Hubble.

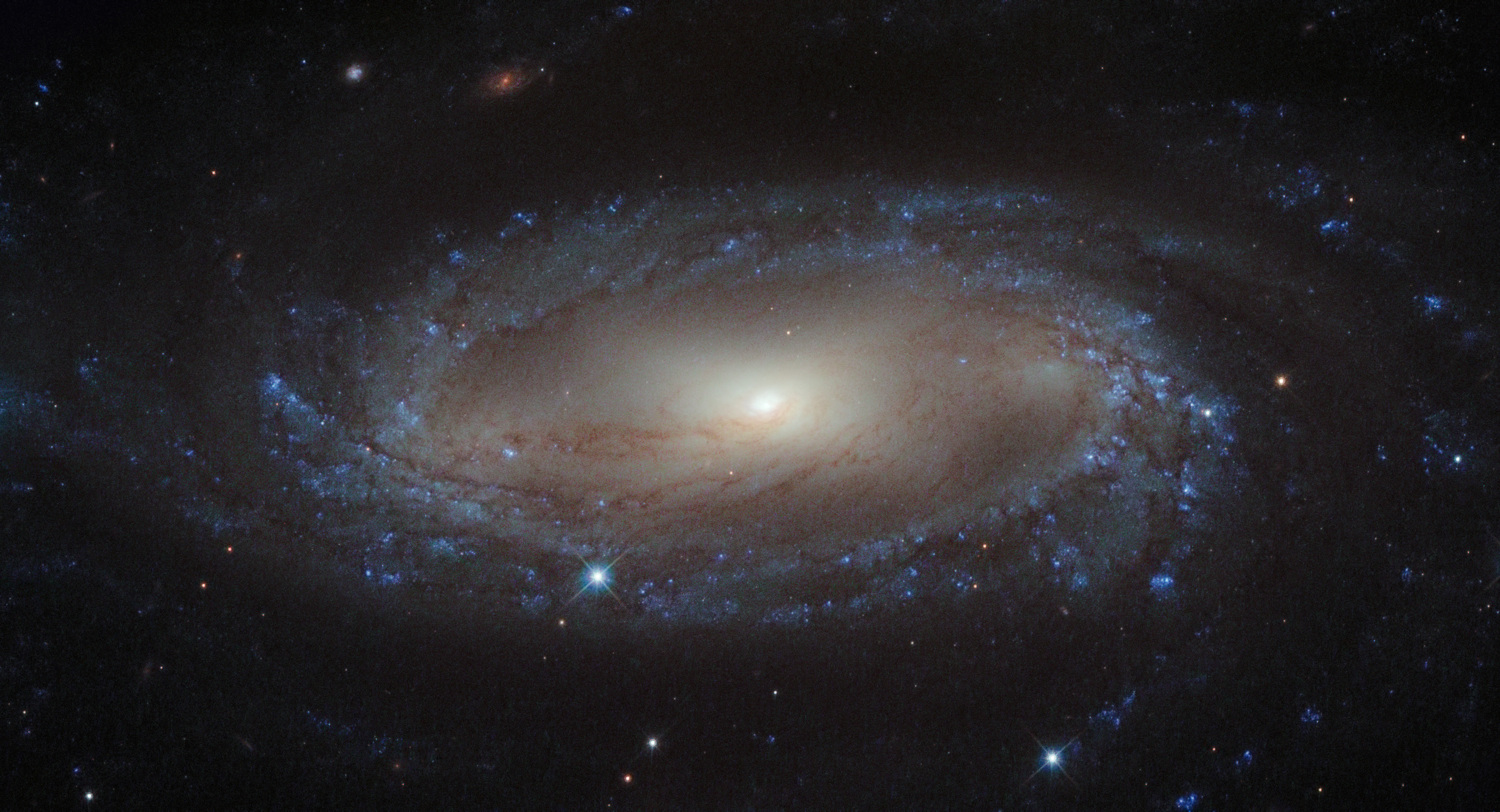
IC 2560 par le télescope spatial Hubble.

## Trou noir supermassif
Selon une étude réalisée auprès de 76 galaxies par Alister Graham, le bulbe central de IC 2560 renfermerait un trou noir supermassif dont la masse est estimée à 4,4+4,4
−2,2 x 106 {\displaystyle M_{\odot }}.

## Groupe de NGC 3223
IC 2560 est un membre de groupe de NGC 3223. Ce groupe de galaxies compte au moins 16 membres dont les galaxies NGC 3223, NGC 3224,NGC 3258, NGC 3268, NGC 3289, IC 2552 et IC 2559. Le groupe de NGC 3223 fait partie de l'amas de la Machine pneumatique (Abell S0636). Les galaxies du catalogue NGC et du catalogue IC de ce groupe sont les galaxies dominantes de l'amas de la Machine pneumatique.